# Mosty v Hradci Králové
Vzhledem k tomu, že město Hradec Králové leží na soutoku řek Labe a Orlice, nachází se na jeho území relativně velké množství mostů. Co se týče těchto dvou řek, v současné době je to celkem 14 mostů, z toho je 9 mostů silničních, jeden most železniční a čtyři lávky pro pěší a cyklisty.
Starý Hradec Králové byl městem, jehož předměstí se rozkládala okolo centrálního návrší a přes četná říční ramena byla propojena mnoha dřevěnými mosty. Podle dochovaných listin město v roce 1605 zaměstnávalo několik desítek námezdních dělníků, kteří se starali o údržbu těchto mostů, cest a břehů.
Na mapě Hradce Králové z roku 1620 bylo vyznačeno 18 mostů a 3 jezy. Labe mělo v té době 6 ramen, která tvořila 8 ostrovů. Orlice měla 4 ramena a 7 ostrovů. V zimě roku 1655 přišly záplavy a velké plovoucí kry mnoho mostů zničily či poškodily. Mosty ale byly rychle obnoveny a již rok po těchto záplavách jich stálo ve městě a jeho okolí asi 20.
Ve městě existovala zvláštní funkce tzv. mostníků – osob, které měly jednotlivé mosty na starosti a zřejmě také vybíraly poplatky při přejezdu.
Při stavbě královéhradecké pevnosti v 18. století byly toky obou řek narovnány – ostrovy tak zanikly a společně s nimi i potřeba stavět tak velké množství mostů.
Ze středověkých mostů se v Hradci nedochoval ani jediný.
Několik velkých královéhradeckých mostů je památkově chráněno – Moravský most, Pražský most a kamenný most na Pláckách mají status nemovitých kulturních památek, další mosty jsou pak součástí městské památkové zóny, která zahrnuje celou centrální místní část Hradce Králové ohraničenou Gočárovým okruhem, takže všechny mosty, které jsou jeho součástí, podléhají jisté míře památkové ochrany.
Kromě mostů přes řeky se v Hradci Králové nachází množství dalších mostů, tvořících křížení mezi silničními komunikacemi nebo s železnicí, a mosty přes menší vodní toky. 

## Mosty přes Labe a Orlici
Toto je seznam současných mostů přes Labe a Orlici na území Hradce Králové. Mosty jsou seřazeny podle jejich pořadí na toku jednotlivých řek. Poslední dva zmíněné mosty neleží přímo na těchto řekách, ale v jejich bezprostřední blízkosti.
| Název mostu                       | Dopravní využití | Řeka                                         | Otevřen          | Délka   | Místní část                   | Souřadnice                       |
| --------------------------------- | ---------------- | -------------------------------------------- | ---------------- | ------- | ----------------------------- | -------------------------------- |
| Kamenný most (HK-027)             | ()               | Labe                                         | 1912             | 52,4 m  | Plácky / Věkoše               | 50°13′49″ s. š., 15°49′28″ v. d. |
| Železniční most                   |                  | Labe                                         | 1874, nový 1939  | 47,7 m  | Pražské Předměstí / Věkoše    | 50°13′22″ s. š., 15°49′32″ v. d. |
| Labský most (31-001)              |                  | Labe                                         | 1974             | 78,1 m  | Hradec Králové                | 50°13′2″ s. š., 15°49′38″ v. d.  |
| Lávka u Aldisu (HK-031)           |                  | Labe                                         | 2023             | 103 m   | Hradec Králové                | 50°12′58″ s. š., 15°49′38″ v. d. |
| Tyršův most (HK-029)              |                  | Labe                                         | 1933             | 60 m    | Hradec Králové                | 50°12′44″ s. š., 15°49′41″ v. d. |
| Pražský most (HK-030)             | ()               | Labe                                         | 1910             | 57,45 m | Hradec Králové                | 50°12′36″ s. š., 15°49′41″ v. d. |
| Jez Hučák                         |                  | Labe                                         | 1911             | 65 m    | Hradec Králové                | 50°12′26″ s. š., 15°49′31″ v. d. |
| Most U Soutoku (31-005)           |                  | Labe                                         | 1971             | 130 m   | Hradec Králové                | 50°12′9″ s. š., 15°49′27″ v. d.  |
| Lávka Na Podhůrkách               | ()               | Labe                                         | mezi 1977 a 1989 | 80 m    | Pražské Předměstí / Třebeš    | 50°11′39″ s. š., 15°48′58″ v. d. |
| Most plukovníka Šrámka (3082-1)   |                  | Orlice                                       | 1907 nový 2019   | 75 m    | Svinary                       | 50°12′57″ s. š., 15°54′29″ v. d. |
| Most Klapák (HK-036)              |                  | Orlice                                       | 1949             | 45,7 m  | Slezské Předměstí / Malšovice | 50°12′37″ s. š., 15°51′24″ v. d. |
| Orlický most (31-003)             |                  | Orlice                                       | 1980             | 79,6 m  | Slezské Předměstí / Malšovice | 50°12′32″ s. š., 15°50′53″ v. d. |
| Malšovický most (HK-033)          |                  | Orlice                                       | 1925             | 43,2 m  | Hradec Králové / Malšovice    | 50°12′27″ s. š., 15°50′30″ v. d. |
| Moravský most (HK-032)            |                  | Orlice                                       | 1914             | 53,7 m  | Hradec Králové                | 50°12′22″ s. š., 15°49′55″ v. d. |
| Lávka u Jiráskových sadů (HK-034) |                  | Orlice                                       | 2012             | 75 m    | Hradec Králové                | 50°12′21″ s. š., 15°49′43″ v. d. |
| Mostek u městských lázní (HK-028) |                  | slepé rameno Piletického potoka (podél Labe) | 1914             | 20 m    | Hradec Králové                | 50°12′52″ s. š., 15°49′41″ v. d. |
| Lávka Hradubické cyklostezky      |                  | slepé rameno Jesípek (podél Labe)            | 2018             | 76,9 m  | Třebeš                        | 50°10′56″ s. š., 15°48′30″ v. d. |

Galerie mostů v Hradci Králové
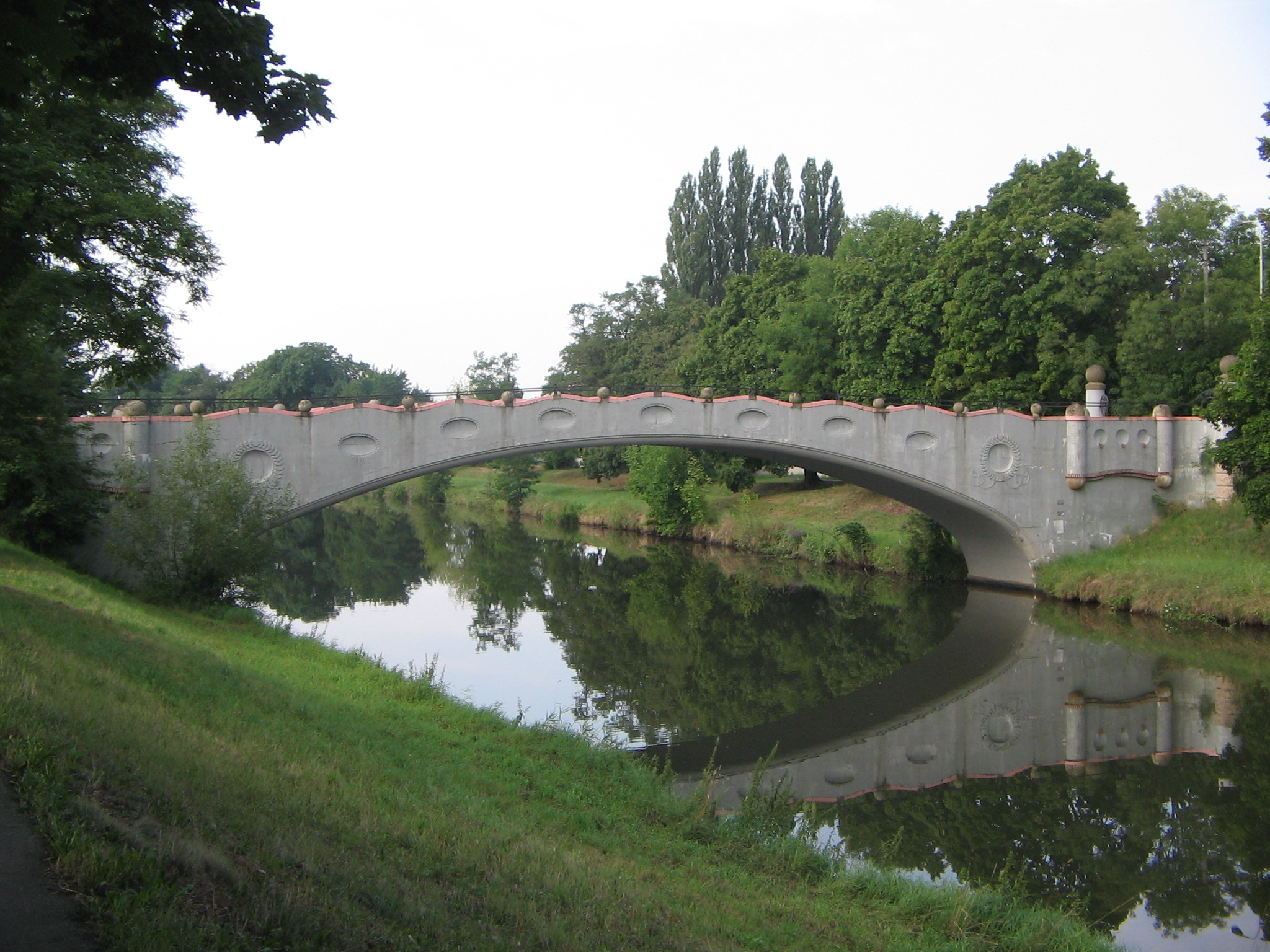
Kamenný most
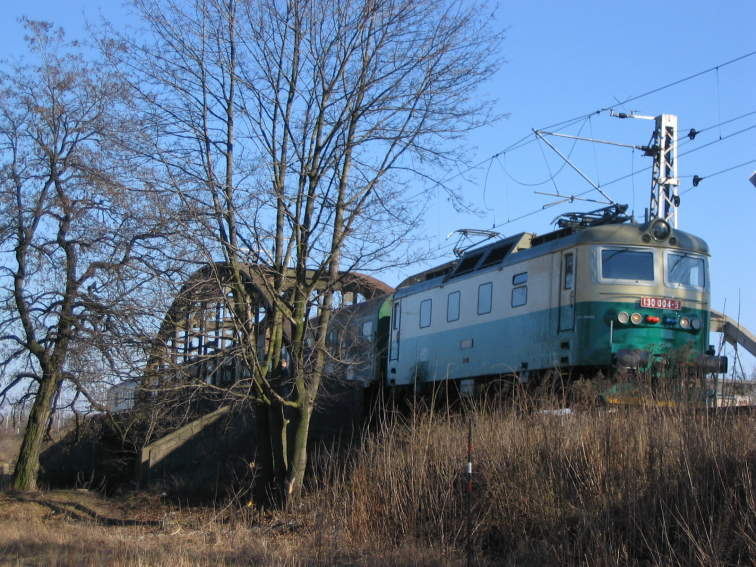
Železniční most
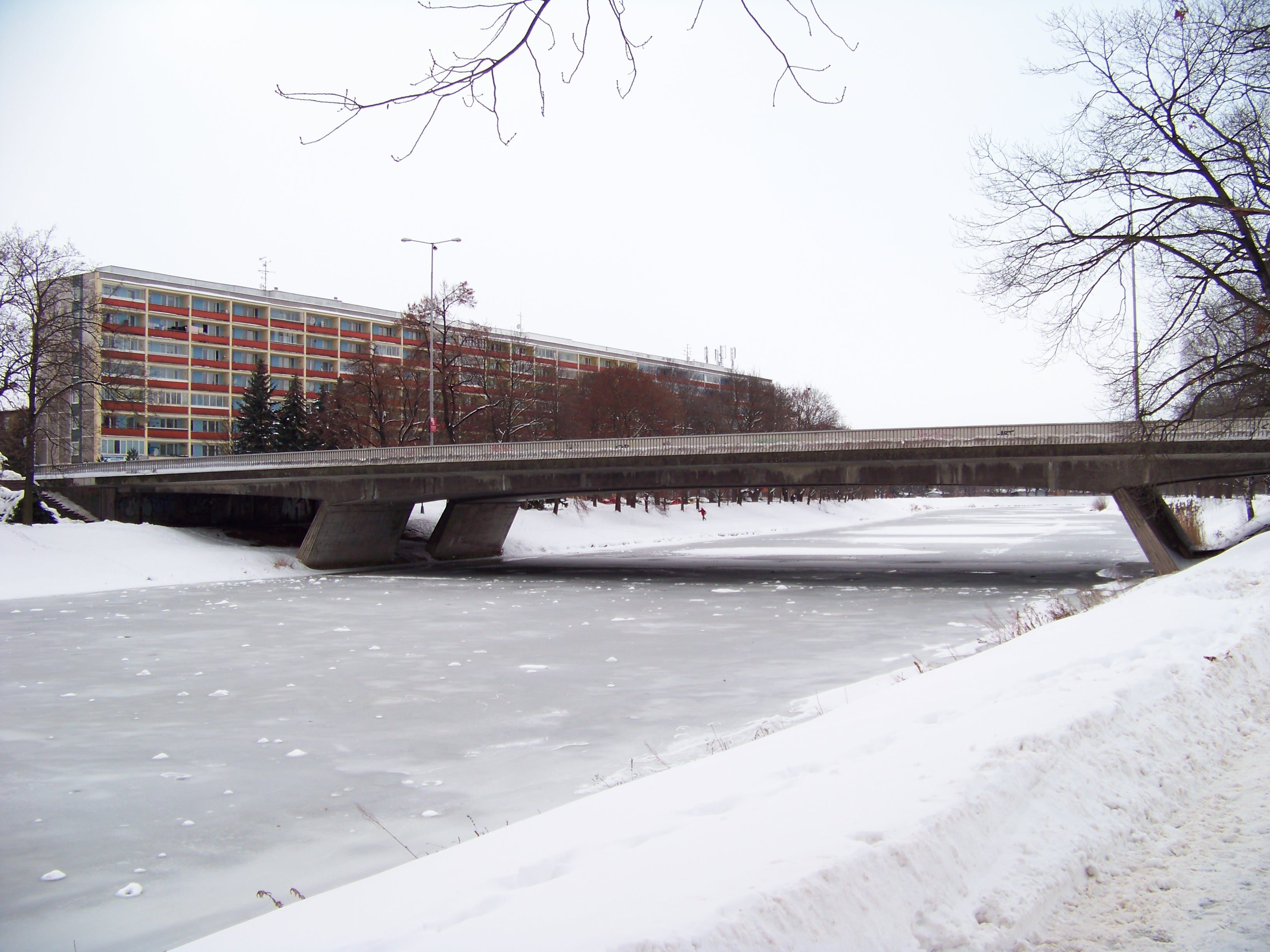
Labský most
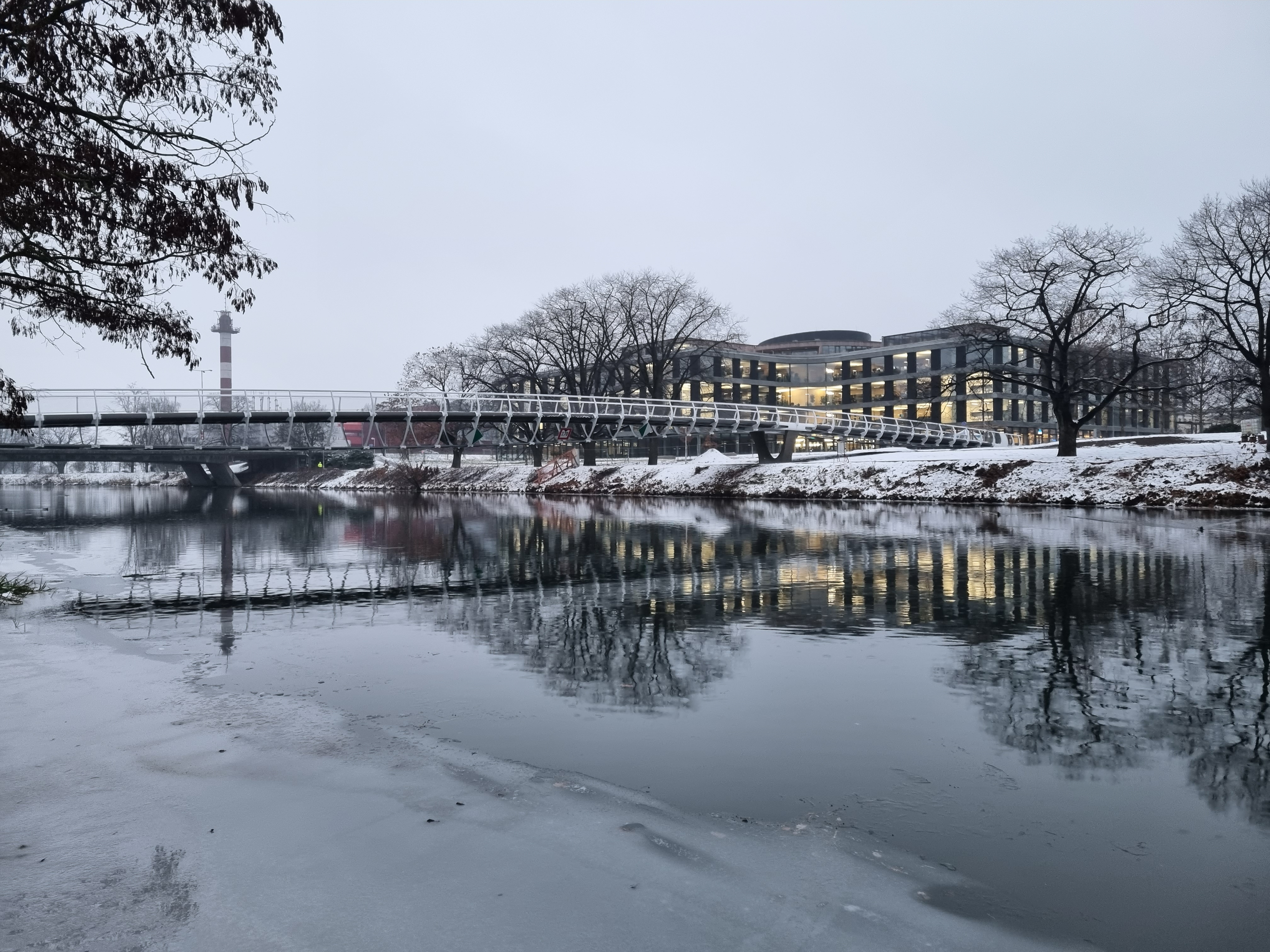
Lávka u Aldisu
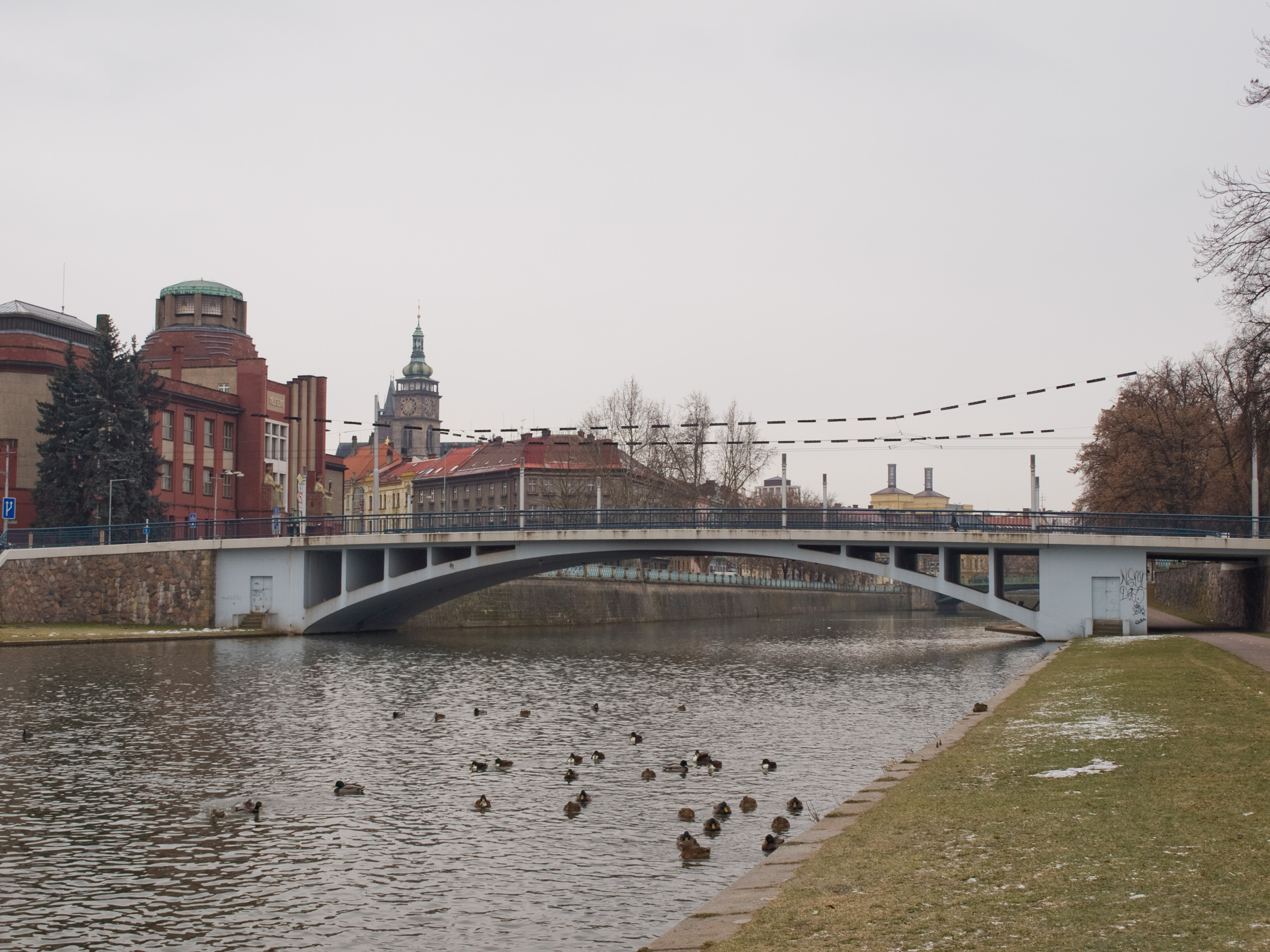
Tyršův most
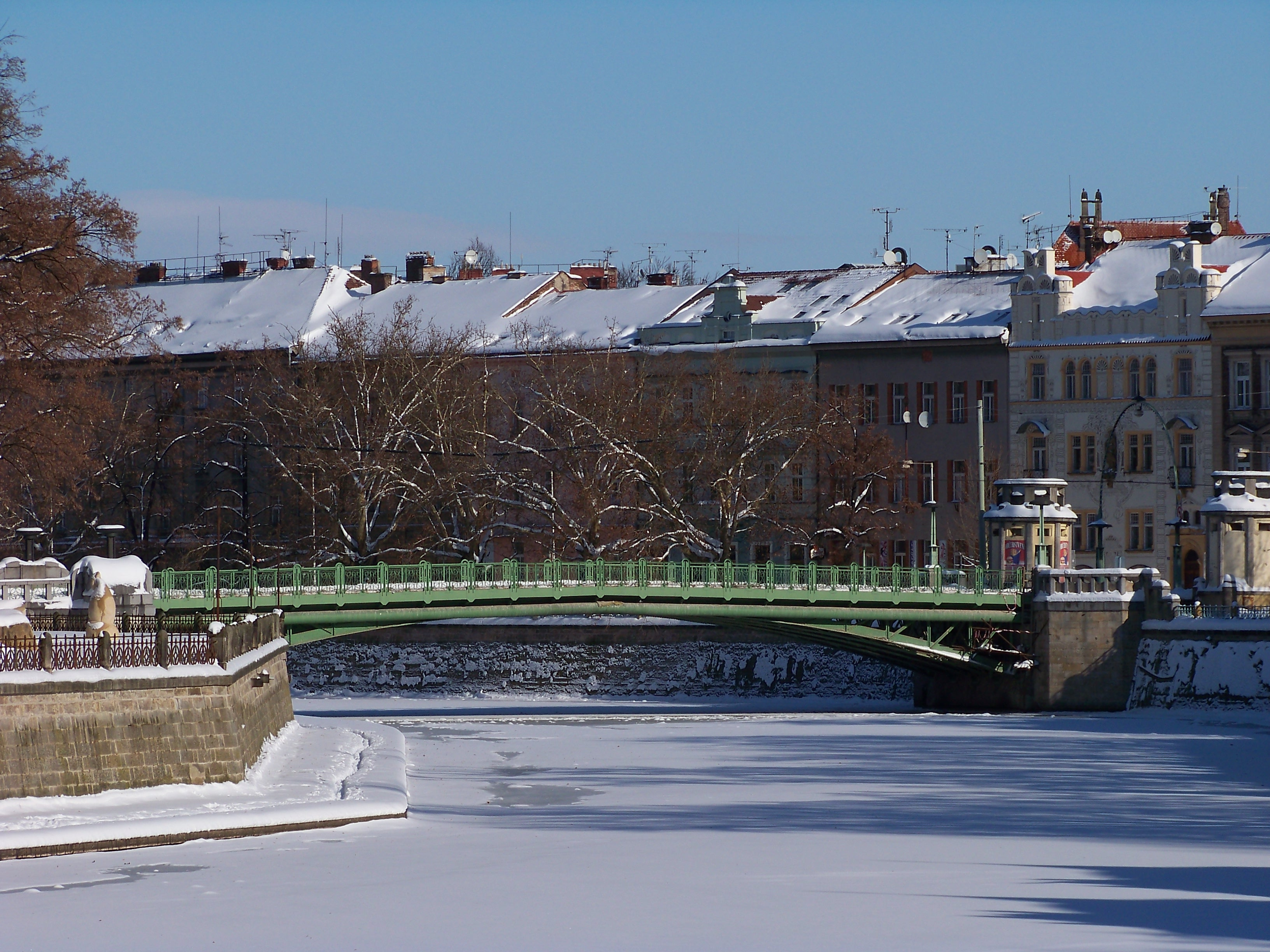
Pražský most
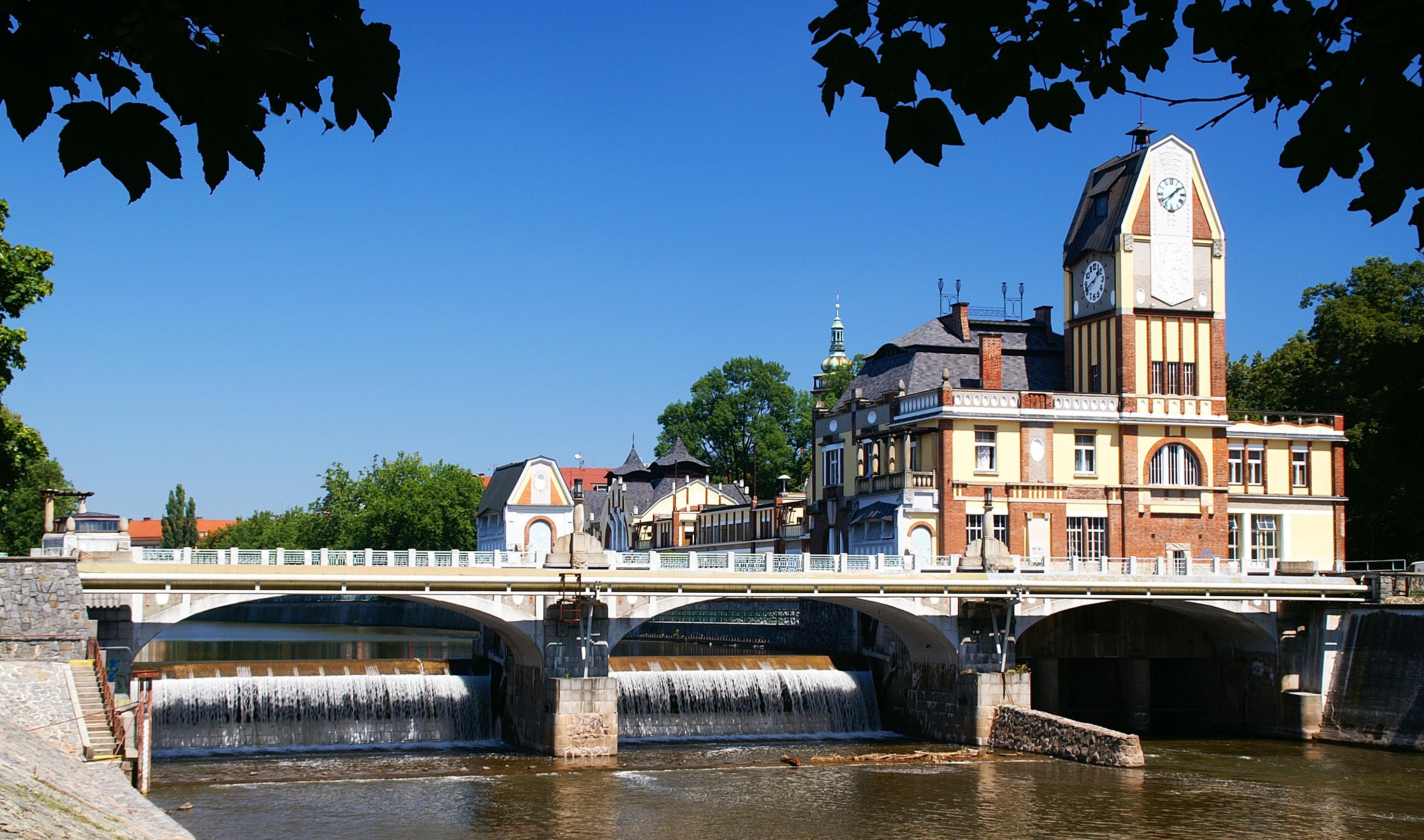
Jez Hučák
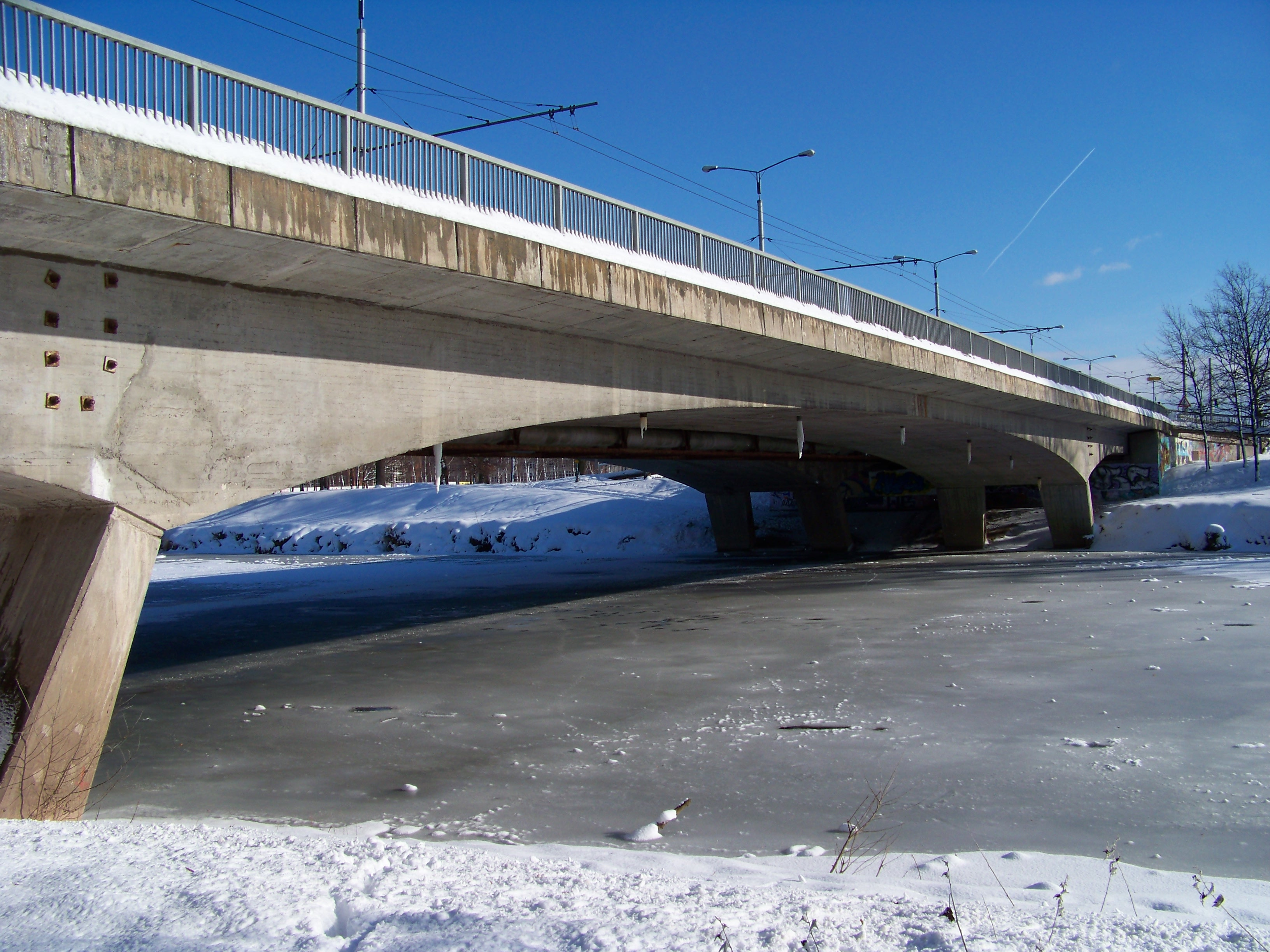
Most U Soutoku
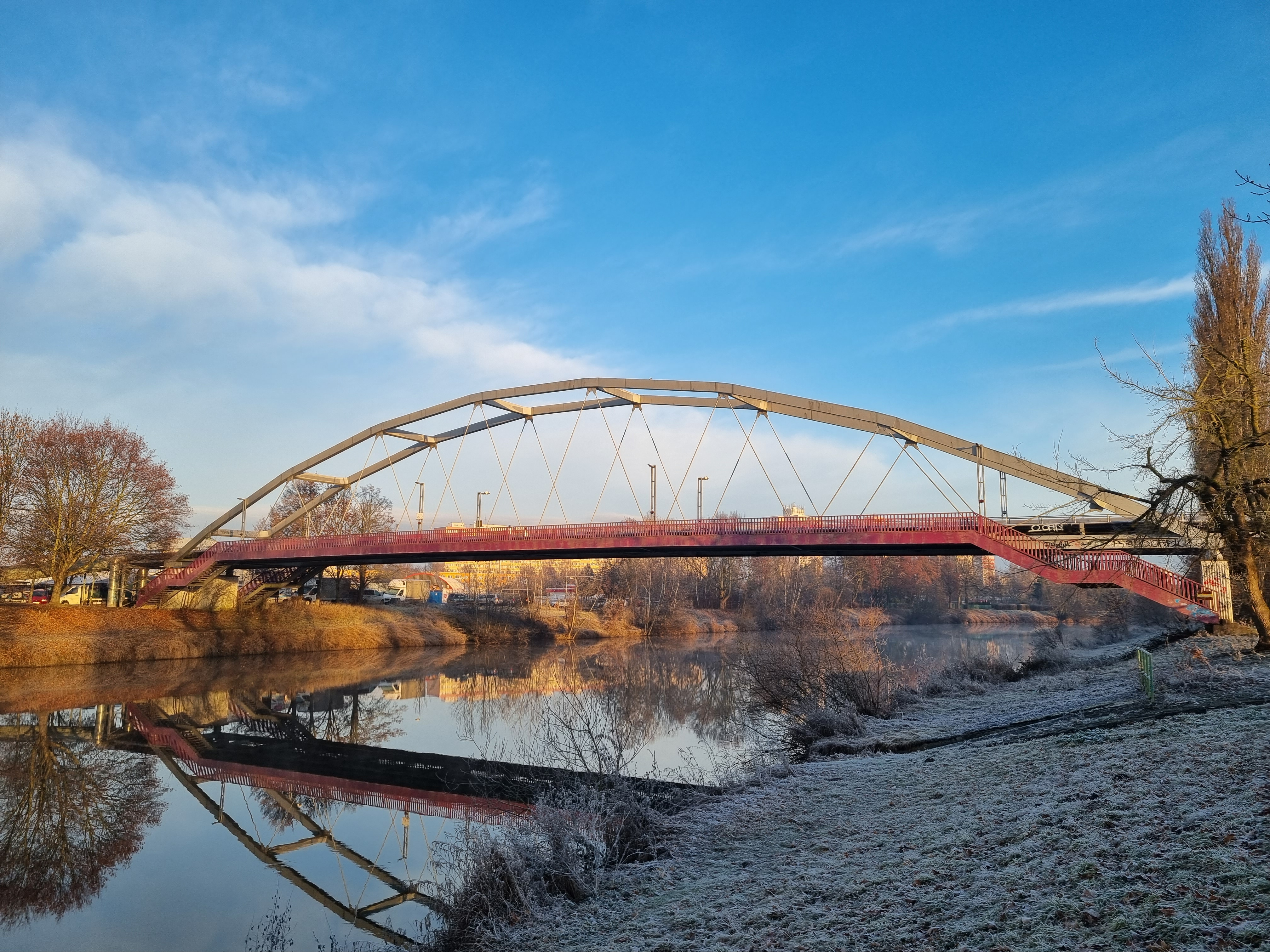
Lávka Na Podhůrkách
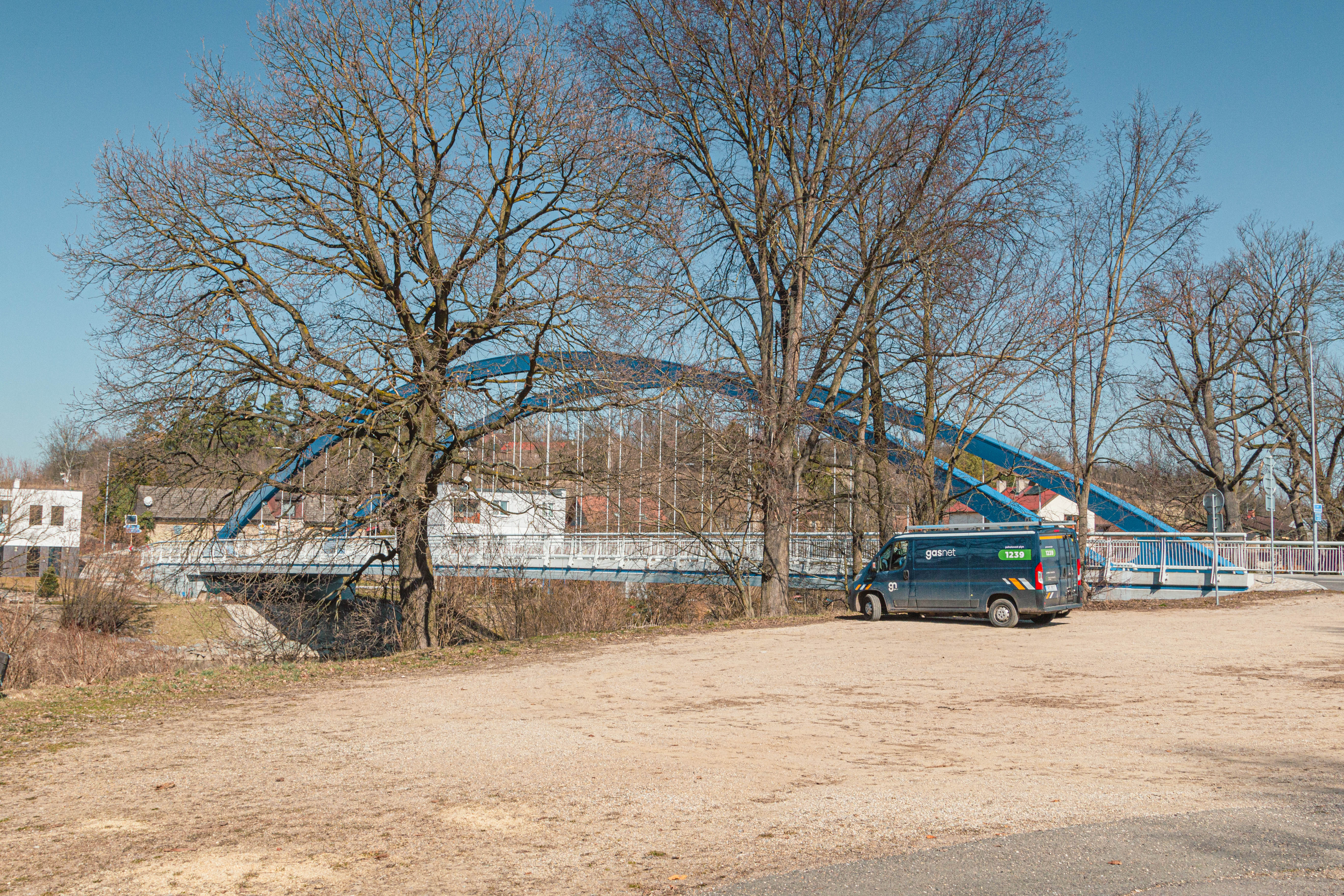
Most plukovníka Šrámka
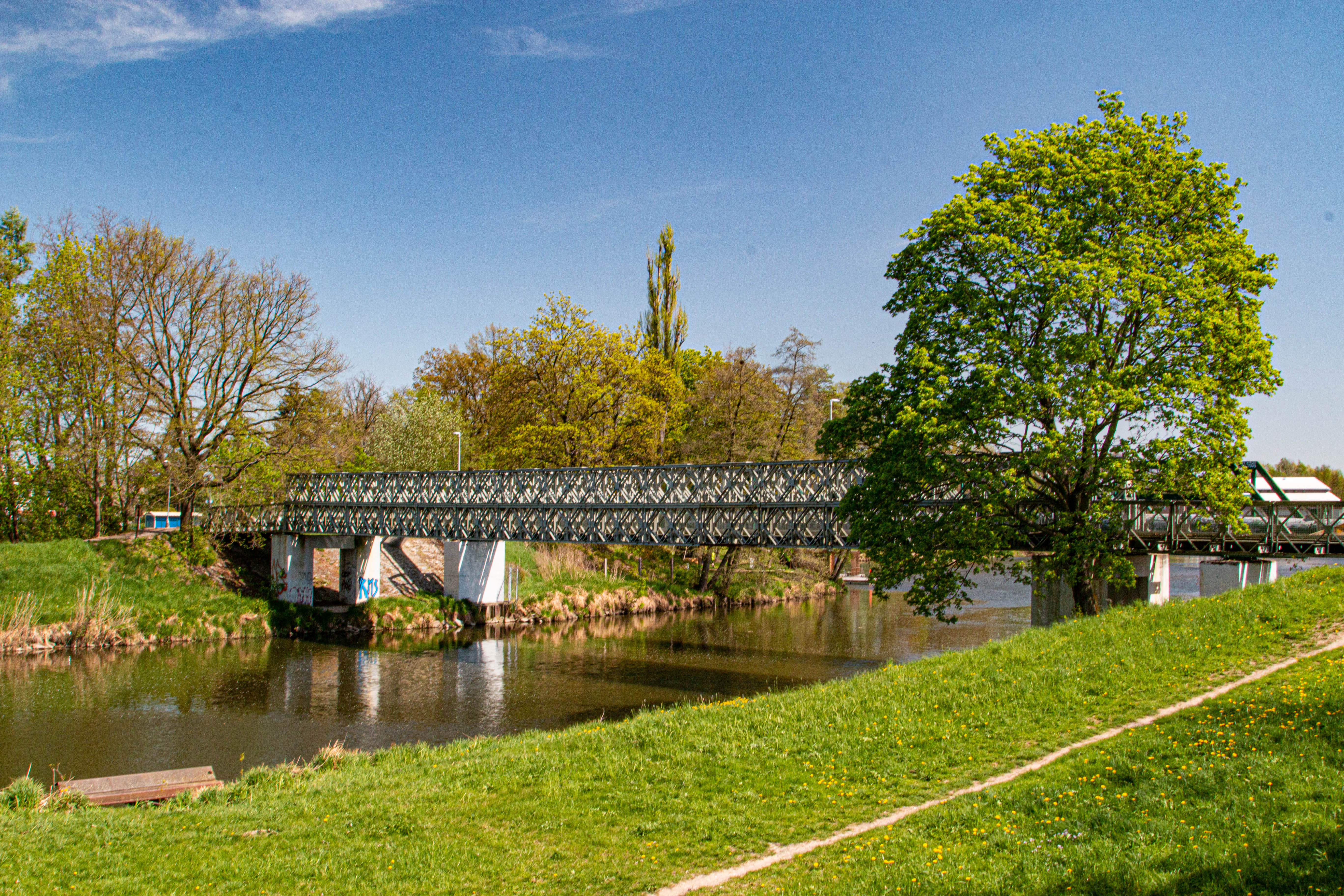
Most Klapák
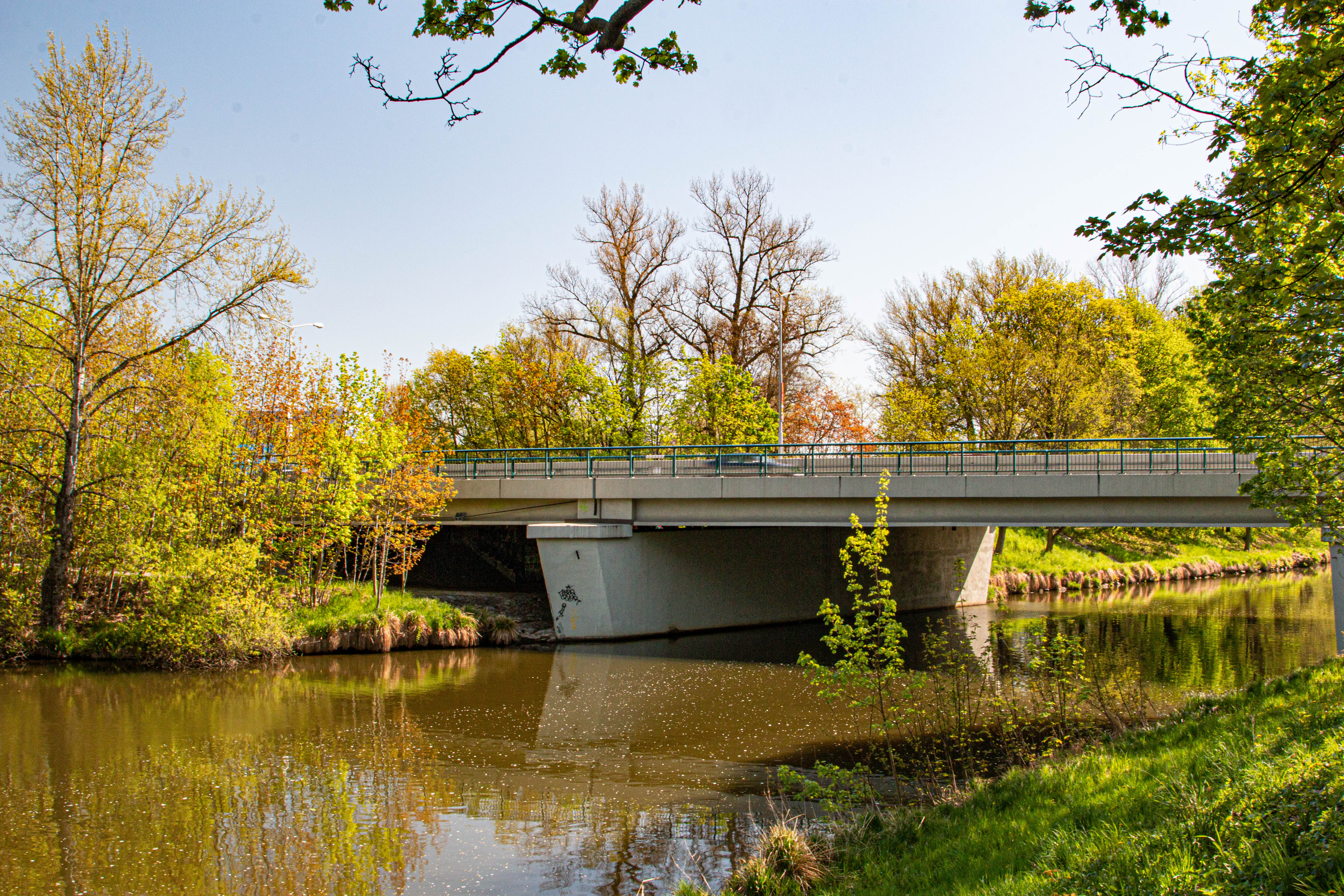
Orlický most
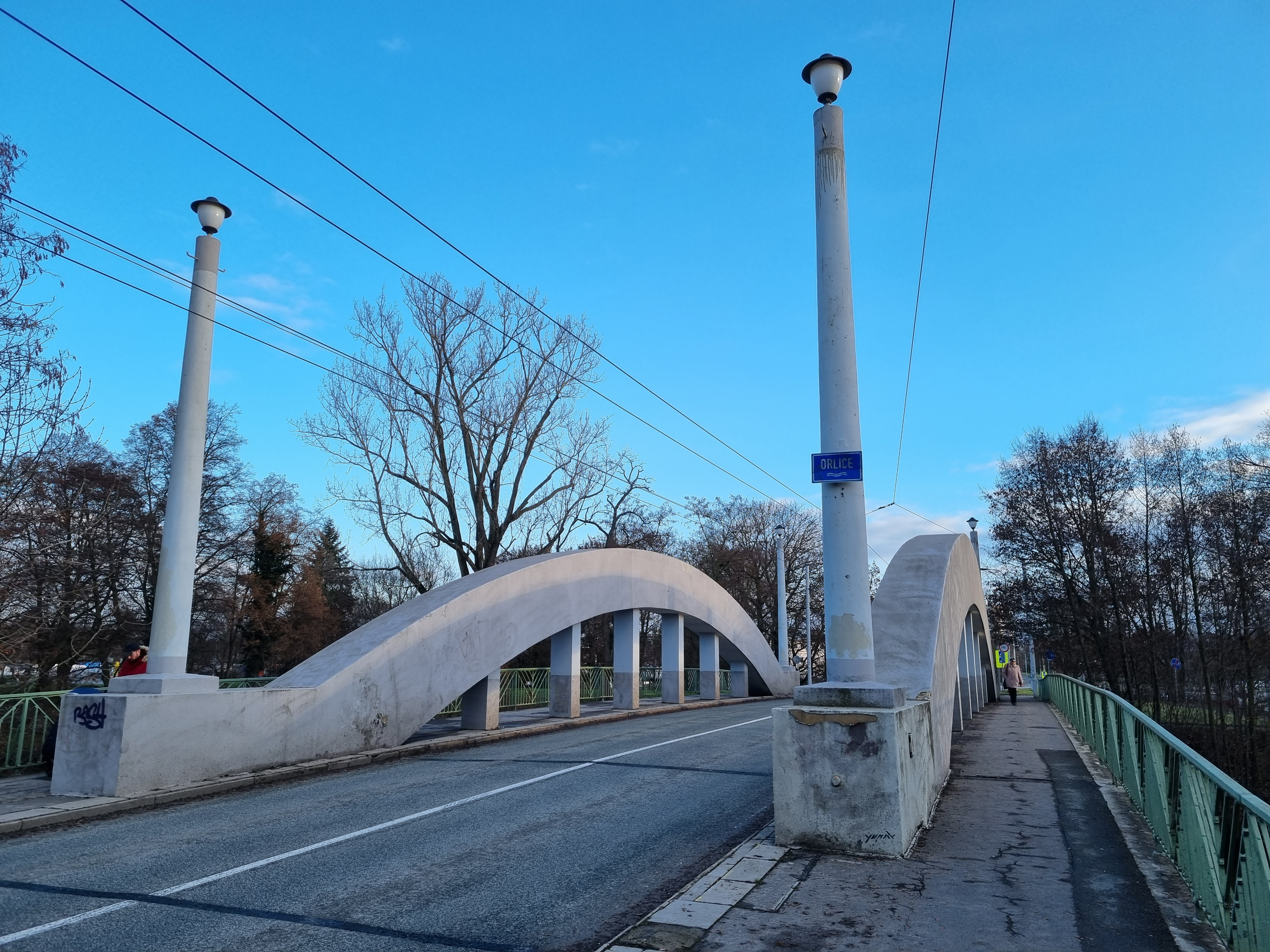
Malšovický most
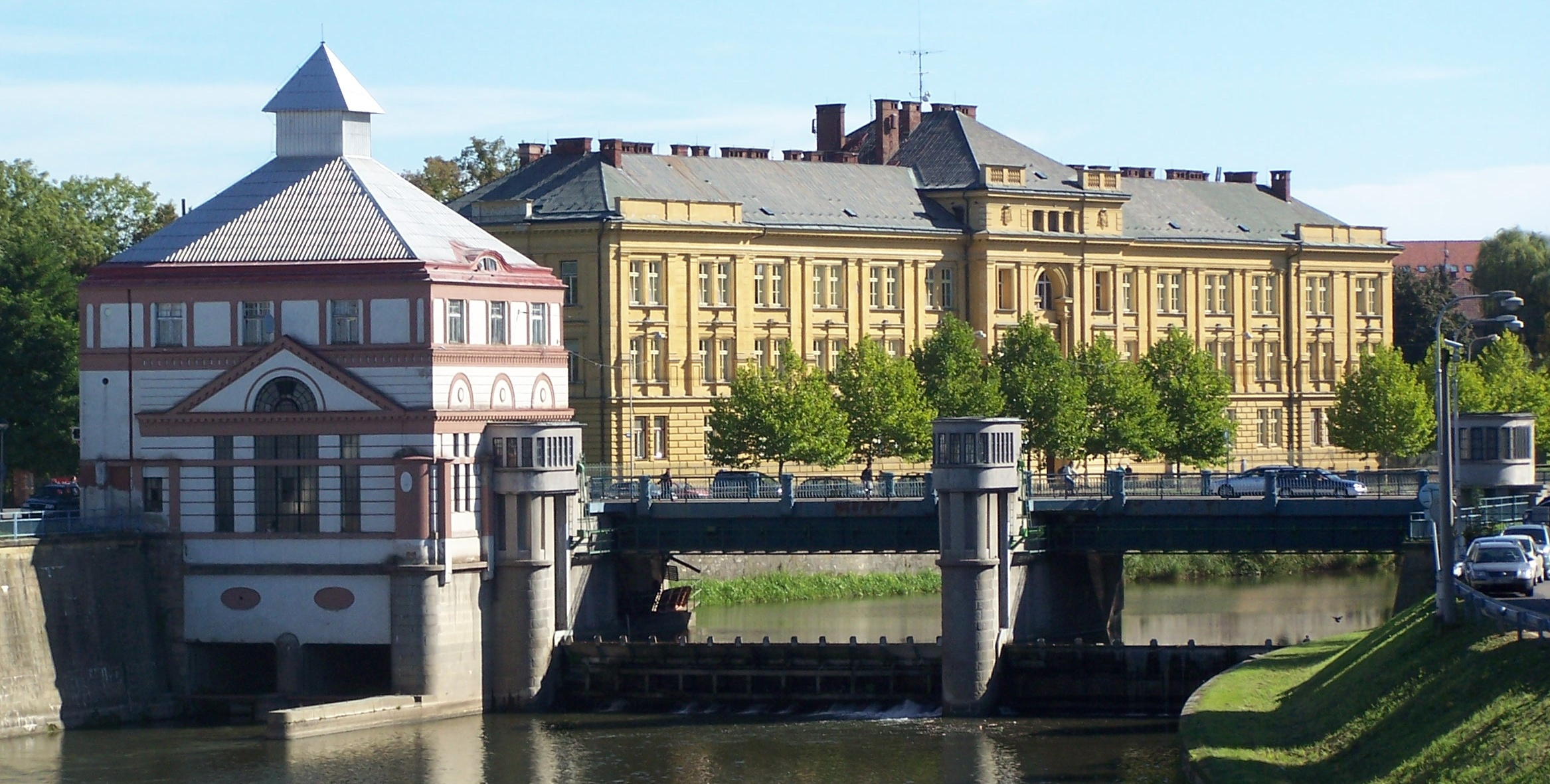
Moravský most
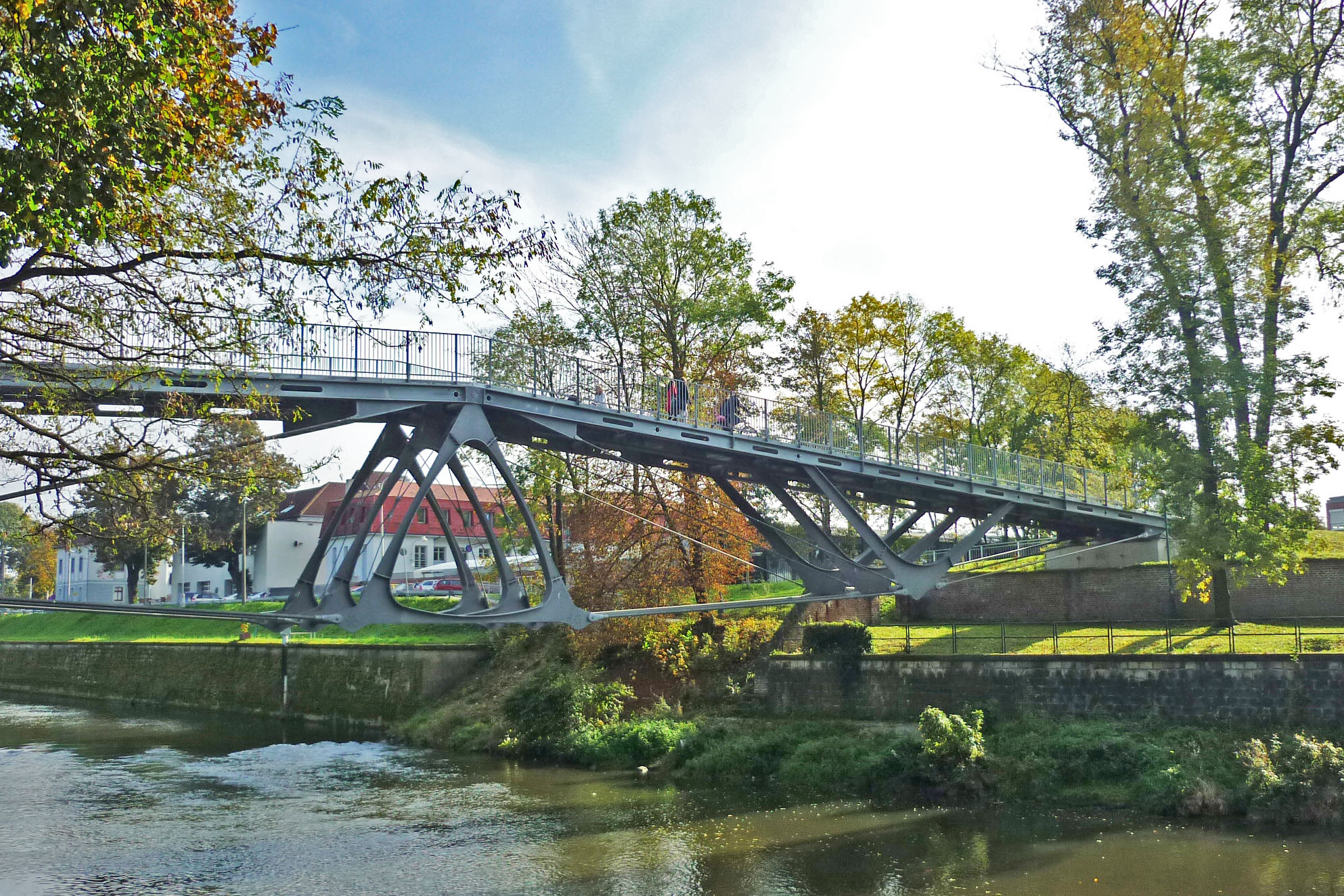
Lávka u Jiráskových sadů
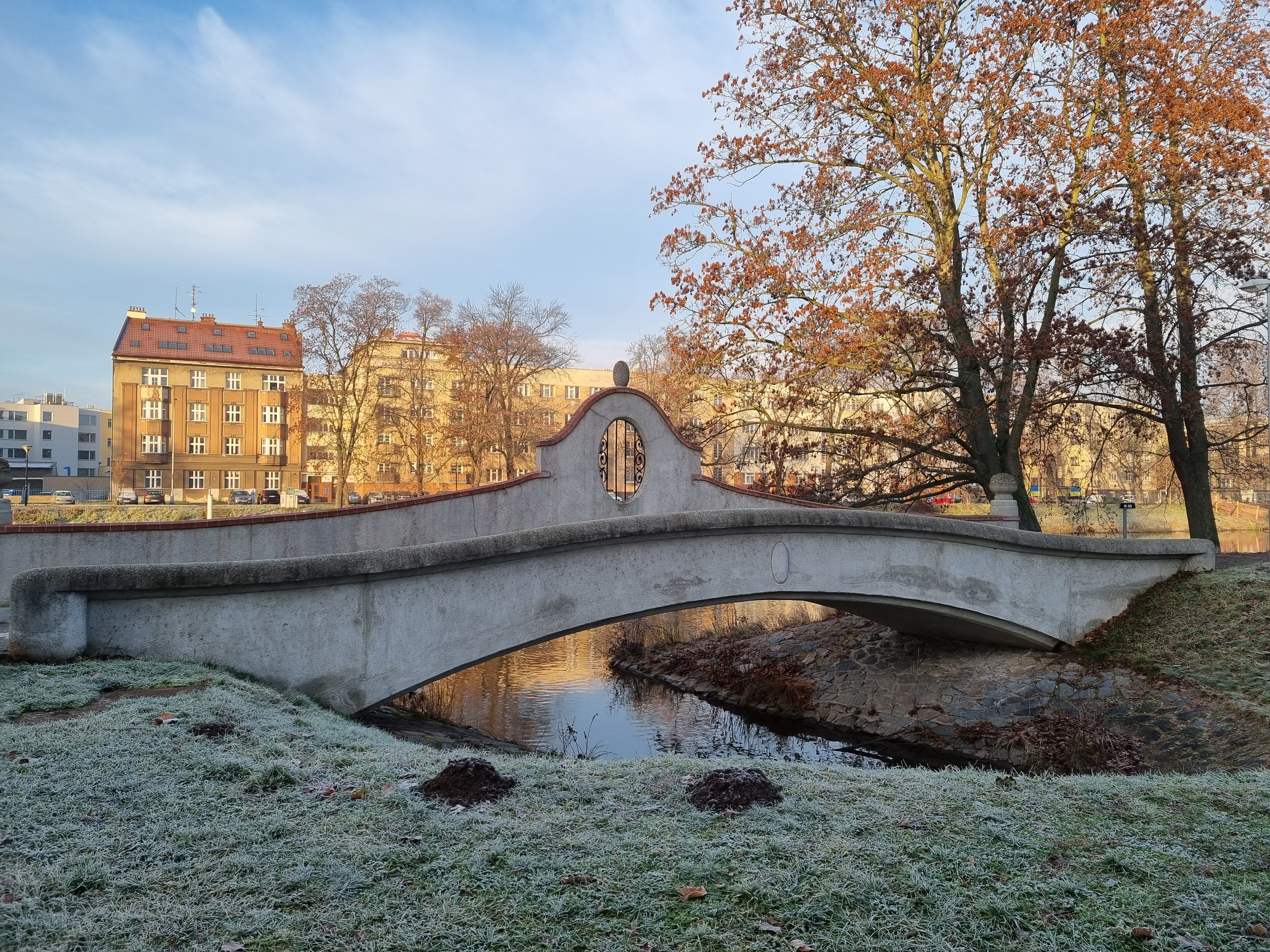
Mostek u městských lázní
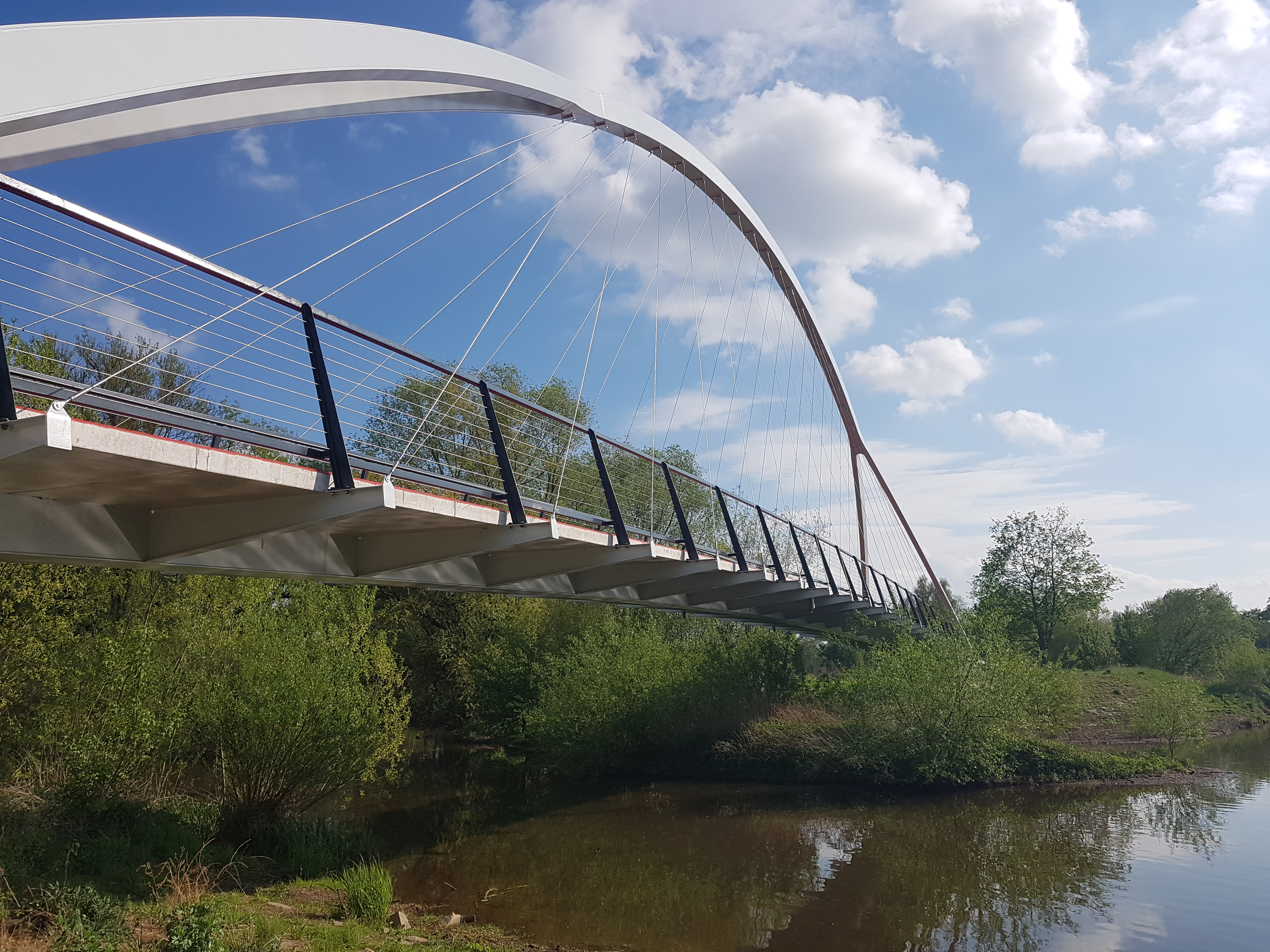
Lávka Hradubické cyklostezky

## Číslování městských mostů
Mosty ve vlastnictví města jsou ve správě městských technických služeb. Zde je uveden seznam zjištěných evidenčních čísel:
- HK-005 most Pardubické ulice přes Labský náhon
- HK-011 most Pražské třídy přes Labský náhon
- HK-012 most ulice Dvorská přes Labský náhon
- HK-014 most ulice U Náhona přes Labský náhon
- HK-019 most k mlýnu Kydlinov
- HK-025 východní lávka v Šimkových sadech, u rotundy
- HK-026 západní lávka v Šimkových sadech
- HK-027 Kamenný most přes Labe mezi Pláckami a Věkoši
- HK-028 mostek u městských lázní přes bývalé ústí Piletického potoka
- HK-029 Tyršův most přes Labe
- HK-030 Pražský most přes Labe
- HK-031 lávka u Aldisu přes Labe
- HK-032 Moravský most přes Orlici
- HK-033 Malšovický most přes Orlici
- HK-034 lávka u Jiráskových sadů přes Orlici
- HK-035 pokračování lávky HK-034 k univerzitě
- HK-036 most Klapák (Železňák) přes Orlici mezi Malšovicemi a Slezským Předměstím
- HK-039 most ulice U Mostku přes Piletický potok na Pouchově
- HK-040 most Vážní ulice přes Piletický potok u Pouchova
- HK-041 lávka chodníku v ulici Vážní přes Piletický potok u Pouchova (souběžně s HK-040)
- HK-042 most Piletické ulice přes Piletický potok u Piletic
- HK-045 most přes Stříbrný potok na severním okraji osady Stříbrný potok v Malšově Lhotě
- HK-046 most přes Stříbrný potok na jižním okraji osady Stříbrný potok v Malšově Lhotě
- HK-048 most chodníku ul. Hradečnice / Na Občinách přes Zámostskou svodnici (spojeno s HK-049)
- HK-049 most ul. Hradečnice / Na Občinách přes Zámostskou svodnici v severní části sídliště Na Plachtě
- HK-051 most Průběžné ulice přes Zámostskou svodnici v severní části sídliště Na Plachtě
- HK-054 lávka stezky přes jezírko v ulici U Parku na sídlišti Na Plachtě
- HK-056 most přes I/35 ve východním prodloužení Přemyslovy ulice na Novém Hradci Králové
- HK-059 most ulice Hradecká přes Zámostskou svodnici za křižovatkou s ulicí Štefánikova
- HK-062 most ulice Labská louka přes Zámostskou svodnici k ulici K Labi v Třebši
- HK-063 lávka přes potok u MŠ Podzámčí v ulici Svatojánská v Třebši
- HK-064 lávka stezky podél ulice Roudničská přes potok Biřička u rybníka v Roudničce

## Ostatní mosty

### Mosty přes Piletický potok
- most Černilovské ulice přes Librantický potok v Ruseku (3085-1)
- most Černilovské ulice přes Piletický potok v Ruseku (3085-2)
- most Piletické ulice u Piletic (HK-042)
- most Vážní ulice u Pouchova (HK-040), na návodní straně samostatný most pro chodník
- most ulice U Mostku (HK-039)
- železniční most u zastávky Hradec Králové zastávka
- most Pouchovské ulice (2997-4)
- most ulice Akademika Bedrny (29912-2)
- most proti obchodní zóně
- mostek u městských lázní přes bývalé ústí Piletického potoka do Labe (HK-028).

### Mosty na městském okruhu
Kromě již zmíněných mostů přes řeky: 
- 31-001a, podchod pod Pilnáčkovou ulicí ze Šimkových sadů ke Kauflandu
- 31-001b, podchod pod Pilnáčkovou ulicí severozápadně u křižovatky s Buzuluckou
- 31-002, estakáda Okružní ulice přes Pospíšilovu ulici
- 31-002a, podchod pod Okružní ulicí severně u křižovatky s ul. Víta Nejedlého
- 31-003a, podchod pod Gočárovým okruhem u Malšovického stadionu
- 31-004, most Malšovické/Úprkovy ulice přes Gočárův okruh
- 31-006, podchod pod Střeleckou ulicí jižně od křižovatky s třídou Karla IV.

### Most k mlýnu Kydlinov
Most HK-019 na Kydlinovské ulici přes kydlinovský náhon Labe před mlýnem Kydlinov. 

### Most u Správčic
Most ulice Jana Černého přes Ornstova jezera, resp. mrtvé rameno Labe, ev. č. 29912-4, těsně před hranicí města. 

### Most v Malšově Lhotě
Most Lhotecké ulice přes Stříbrný potok, ev. č. 29827-1. 

### Mosty na silnici II/308
- most Kladské ulice č. 308-000, přes cestu v prodloužení Bieblovy ulice
- most Kladské ulice č. 308-001, přes železniční trať východně od stanice Hradec Králové-Slezské Předměstí

### Mosty na silnici I/35
- 35-007a, podchod pod Brněnskou u zastávky Hotel Garni
- 35-007b, podchod pod Brněnskou jižně od křižovatky s ul. Jana Masaryka / Mrštíkova
- 35-007c, podchod pod Brněnskou severně od křižovatky s ul. Na Brně
- 35-007d, podchod pod Holickou v prodloužení ul. Na Plachtě
- 35-007e, most stezky Písečnice v prodloužení ul. Přemyslovy nad silnicí I/35
- 35-007f, most přes potok tekoucí z rybníka Cesta myslivců

### Mosty na silnici I/37
- 37-008, podchod pod Rašínovou třídou jižně u městského okruhu (Sokolská, Střelecká)
- 37-008a, podchod pod Rašínovou třídou u křižovatky s ulicemi Veverkova / U Labe
- 37-009, horkovod pod Rašínovou třídou u autosalonu Olfin car
- 37-009a, 37-009a1, 37-009b1, 37-009b2, rampy mimoúrovňového křížení u Tesco Březhrad
- 37-010a7, severozápadní část MÚK u Březhradu, přemostění horkovodu
- 37-010, most přes Malý Labský náhon
- 37-010a, 37-010a4, 37-010a5, most Březhradské ulice (součást mimoúrovňového napojení Březhradu)
- 37-010a1, 37-010a2, 37-010a3, rampa napojení Březhradské ulice
- 37-010a6, most doprovodné komunikace (ul. Rovná) přes Malý Labský náhon
- 37-011, most přes Plačický potok

### Mosty na silnici I/35
- 35-077, most ul. Koutníkovy přes severní zhlavní hlavního nádraží
- 35-076, most ul. Koutníkovy přes Malý Labský náhon

### Most v Plotišti nad Labem
- 29913-1, most ul. Petra Jilemnického přes potok Melonka

### Mosty na silnicích I/33, I/11 a dálnici D11
- 33-003, most přes strouhu podél Říčařovy ulice
- 33-002, most přes potok Melonka u čistírny odpadních vod
- 11-042, most přes cestu k Bohdaneckému rybníku
- D1105-2244 (?), most místní komunikace přes silnici I/11 poblíž začátku dálnice D11
- D11-104, most silnice I/11 přes začátek dálnice D11
- 11-041, most silnice I/11 přes Plačický potok
- D11-103, most dálnice D11 přes Plačický potok
- D11-102, most dálnice D11 přes Vlčkovickou ulici (přeložka III/32326) na Plačickém kopci
- D11-101, most dálnice D11 přes železniční trať
- D11-100, most dálnice D11 přes potok Pašát, biokoridor a polní cestu

### Most v Plačicích
- 32326-1, most Vlčkovické ulice přes Plačický potok v centru Plačic

### Mosty na silnici III/324
- 324-012, přes železniční trať
- 324-012A, přes Plačický potok

### Železniční mostky
kromě již zmíněných mostů a kromě menších propustků a mostků
- most trati 020 přes Slatinskou ulici (cestu Svinary - Slatina)
- most trati 020 přes ulici V Poli
- most trati 020 přes ulici Akademika Bedrny / Jana Černého
- most trati 031 přes Labský náhon u Předměřic
- most trati 031 přes Labský náhon u Plácek